# ヒメフチトリゲンゴロウ
ヒメフチトリゲンゴロウ Cybister rugosus (W. S. MacLeay, 1825) は、コウチュウ目ゲンゴロウ科ゲンゴロウ亜科ゲンゴロウ属の水生昆虫。
日本国内では奄美大島以南の南西諸島に分布する。

## 特徴
南西諸島ではフチトリゲンゴロウに次ぐ大型種で、体長27 - 33ミリメートルとコガタノゲンゴロウより大型である。体形は卵型で比較的厚みがあり、背面は褐色か緑色を帯びた黒で強い光沢があるが、メスは光沢が弱い。頭楯・上唇・前胸背・上翅の側縁部は黄色から淡黄褐色で、この上翅の黄色帯は肩部分を除き側縁に達せず、翅端部で釣り針の先端部のように広がる。頭部は前頭両側・複眼内縁部に浅いくぼみがある。前胸背はオスでは前縁部に点刻がある他は滑沢だが、メスでは中央部でやや弱くなるものの、全面に強いしわがある。上翅には3条の点刻列を持ち、オスでは滑らかだが、メスでは翅端部を除き強いしわがある。触角・口枝は黄褐色で、前脚・中脚は黄褐色で中跗節は暗褐色、後脚は黒色だが転節端部・腿節端部・脛節端部は黄褐色、後脚跗節にはオスでは両側に、メスでは内側のみに遊泳毛を持つ。腹面は黒色で光沢が強く、後胸腹板・後基節は中央部を除き黄色となる。腹部第1節から第5節の側方も黄色で、第1節の紋は内方に広がる。オスの交尾器中央片は先端後方でわずかにくびれ、先端部は二又状で浅く湾入する。

## 分布・生態

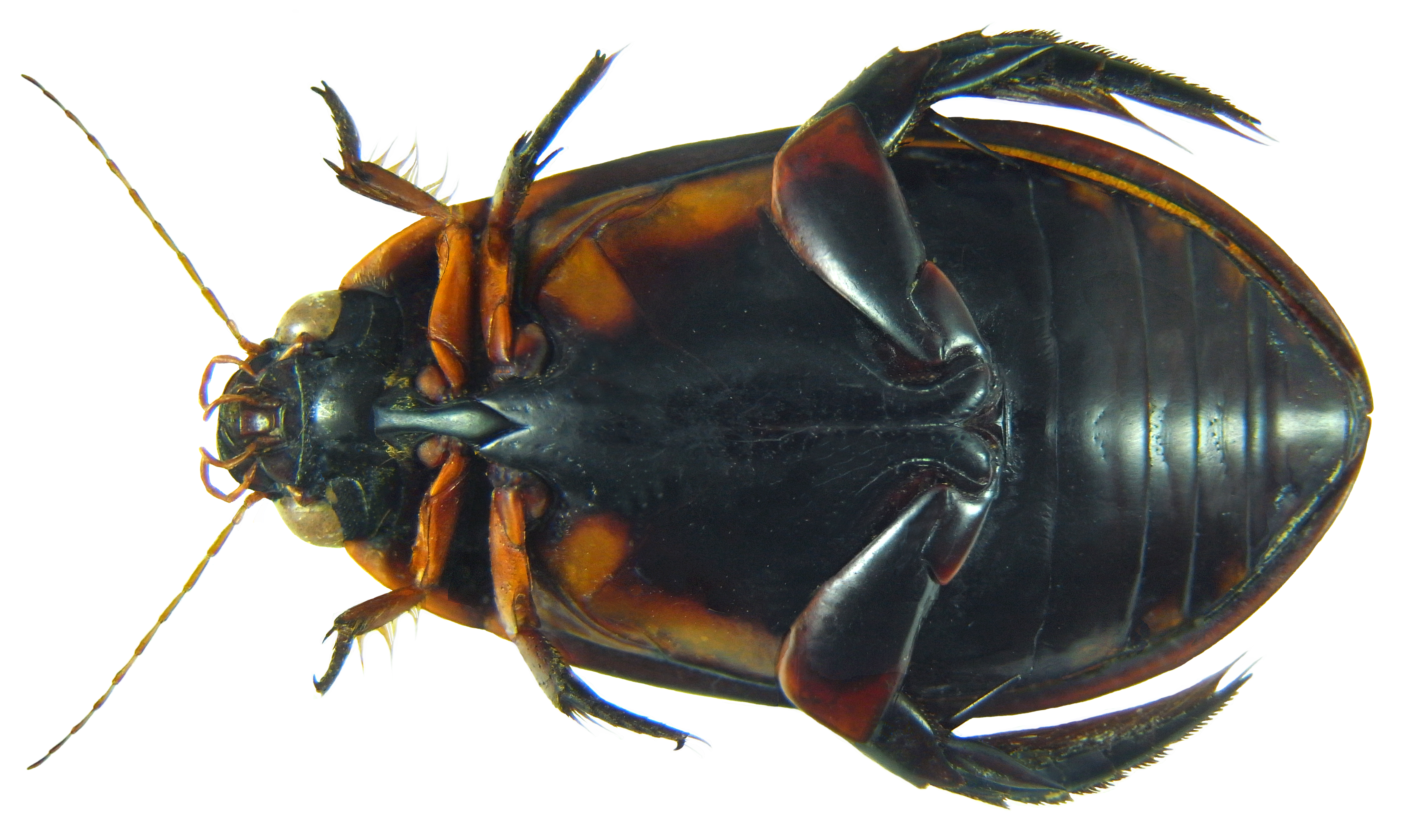
ヒメフチトリゲンゴロウ成虫（メス個体）の標本裏面

同属のフチトリゲンゴロウ・トビイロゲンゴロウと同様に南方系の種で、南西諸島のほか中国（中華人民共和国）・東南アジア・インド・アッサム・ミャンマー・インド・スリランカなどに分布する。
水質良好で水生植物が豊富な池沼・湿地などに生息する。池沼・放棄水田のみならず、水生植物が繁茂する水域であれば深いダムから浅い湿地まで多様な水域で見られる種で、かなり富栄養な浅い水域でも生息していることがある。フチトリゲンゴロウと同じく希少種であるが、個体数はフチトリゲンゴロウと比較すればやや多く、特に面積の広い場所では比較的発見例が多い。
生活史の詳細は不明で、繁殖期は主に夏だが、沖縄県の八重山列島ではほぼ1年を通して幼虫が観察されるため、低緯度地域ほど繁殖期が長期にわたると考えられる。

## 保全状況
過去に記録された島で絶滅した島こそないが、生息地消失・個体数減少が進行しており、2018年現在は絶滅危惧II類 (VU)（環境省レッドリスト）に選定されている。1995年ごろまでは沖縄本島・西表島で多くの個体が見られ、西表島北部の水田地帯では容易に採集できた種だったが、近年は特に八重山列島（石垣島・西表島）で急速に開発が進行し、水田の圃場整備が行われたことで生息地が激減した。鹿児島県レッドリストで絶滅危惧種1類・沖縄県レッドリストでも絶滅危惧II類（VU）に選定されている。
奄美大島（2013年10月1日以降）・徳之島（2014年1月24日以降）・竹富町などでは条例で採集が禁止されており、湿地環境保全により本種の生息地が守られている事例もある。沖縄本島では良好な産地が複数確認されているほか、伊是名島・屋我地島・久米島・池間島および南大東島では少数個体が確認されている。
環境省では特定第二種国内希少野生動植物種に指定され、商業目的の採集や販売が禁止されている。

## 人間との関係
飼育下では繁殖させやすく、採卵・幼虫育成・大型個体羽化も容易な種類である。飼育方法は基本的にフチトリゲンゴロウと同一だが、本種はフチトリゲンゴロウよりさらに泳ぎが鈍いため足場の水草・流木を多めに入れるほか水深を浅めにすることが望ましい。成虫飼育も寿命が2年 - 3年と長く泳ぎ・捕食動作もゆったりしているため、過密飼育になっても触角・脚先跗節の欠損・共食いなどは出にくい。
多摩動物公園昆虫園（東京都日野市）では2015年より沖縄県・八重山列島石垣島産の本種を飼育・繁殖する活動に取り組んでおり、2017年1月2日からは昆虫園本館1階「水生昆虫コーナー」で従来より展示しているゲンゴロウ・クロゲンゴロウ・コガタノゲンゴロウの3種とともに一般公開を開始している。